# فیلم ناتمامی برای دخترم سمیه
فیلم ناتمامی برای دخترم سمیه فیلم مستندی دربارهٔ زندگی خانوادگی مصطفی محمدی (یکی از اعضای سابق سازمان مجاهدین خلق) و تلاش او برای بیرون آوردن دخترش سمیه محمدی از اردوگاه اشرف است. تدوین فیلم پس از اصلاحات نهایی در مهر ۱۳۹۴ به پایان رسید.

## داستان
فیلم روایتگر بخشی از زندگی پدری است که خواهان نجات فرزندانش از کمپ اشرف، پایگاه سازمان مجاهدین خلق در عراق بوده‌است. مصطفی محمدی زمانی از طرفداران سازمان مجاهدین خلق بوده‌است. سال‌ها قبل دختر او به بهانه بازید به اردوگاه اشرف برده می‌شود اما هیچگاه باز نمی‌گردد و بعد از ۲۵ سال تلاش برای بازگرداندن دخترش درمی‌یابد که او به ظاهر تمایلی به بازگشت ندارد. محمد محمدی پسر مصطفی نیز عضو این سازمان بوده‌است و رفته رفته نگاه این شخص به سازمان تغییر می‌کند.

## جوایز
«فیلم ناتمامی برای دخترم سمیه» جایزه بهترین فیلم سیاسی هفتمین جشنواره سینما حقیقت را کسب کرد. از سازندگان این فیلم طی مراسمی توسط مرکز سیما فیلم و مؤسسه راهبردی دیده‌بان تجلیل شده‌است. در این مراسم اصغر هاشمی، رضا جودی، حسن برزیده، پرویز شیخ طادی، محمد داودی، آرش قادری، فرید شب خیز، علی تقی پور حضور داشتند.

## نمایش در صدا و سیما
این مستند اولین بار در خرداد ۱۳۹۳ به‌طور کامل از شبکه ۳ سیما پخش گردید. در مردادماه همین سال این فیلم پیاپی از شبکه‌های مختلف صدا و سیما پخش شد و همچنین تقدیری از سازندگان این مستند از طرف رسانه ملی به عمل آمد. این مستند همزمان با سالروز عملیات مرصاد در مردادماه ۱۳۹۳ از شبکه مستند نمایش داده شد.
از نکات جالب توجه پخش بدون حذفیات این مستند عبور محتوای فیلم از بعضی خطوط قرمز صدا و سیما بود. از جمله نمایش تصاویر بدون حجاب یک خانواده ایرانی / رقصیدن / استفاده از الفاظی نظیر شهدای سازمان (مجاهد خلق) و … برای اولین بار در رسانه ملی پس از انقلاب بود. در این مستند مسائلی مطرح می‌شود که از خط قرمزهای سازمان صدا و سیماست. مثلاً افشاگری دربارهٔ تجاوز به محمد، برهنه‌کردن زنان در حضور رجوی، بساط عیش و نوش و طربی که به راه انداخته‌است.

## نقد و بررسی در جشنواره فیلم فجر
این مستند در سی‌ودومین جشنواره فیلم فجر نمایش داده شده‌است. بعد از اکران فیلم در سالن کمال‌الملک مجموعه برج میلاد، به نقد و بررسی آن پرداخته شد.

## دیدگاه‌ها در مورد این مستند
این مستند با واکنش‌های زیادی روبرو شده‌است. مسعود بهنود در گفتگویی در برنامه دیدبان در شبکه بی‌بی‌سی این فیلم را تکان دهنده توصیف کرده‌است. پایگاه ایران افشاگر از طرفداران سازمان مجاهدین خلق نیز به این مستند واکنش نشان داده‌است.